# Дубковецький Федір Іванович

Колишнє погруддя Дубковецькому Ф. І. у м. Тальне (демонтоване в грудні 2021 року)

Фе́дір Іва́нович Дубкове́цький (20 квітня (2 травня) 1894 в селі Зарожани, нині Хотинського району Чернівецької області — 6 березня 1960, місто Тальне Черкаської області) — український радянський діяч, новатор колгоспного сільськогосподарського виробництва, голова колгоспу «Здобуток Жовтня» Тальнівського району Черкаської області. 
Двічі Герой Соціалістичної Праці (18.05.1951 і 26.02.1958). Кандидат у члени ЦК КП(б)У (1949—1952). Член ЦК КПУ (1952—1960). Член Центральної Ревізійної Комісії КПРС (1956—1960). Депутат Верховної Ради СРСР 2—5-го скликань.

## Біографія
Народився в бідній селянській родині. Здобув неповну середню освіту.
З 1908 року наймитував, працював у сільському господарстві, був робітником цукрового заводу.
У 1916—1917 роках служив у російській імператорській армії, учасник Першої світової війни. У 1917 році вступив до Червоної гвардії.
У 1919 році брав участь в Хотинському повстанні проти румунської влади. З 1919 по 1921 рік служив у Червоній армії, брав участь у встановленні радянської окупації на території України та воював проти Армії УНР.
1922 року був організатором першої в Тальнівській волості (нині район Черкаської області) сільськогосподарської комуни «Вулик і бджола». Згодом комуна трансформувалася в сільськогосподарську артіль (колгосп) «Здобуток Жовтня», яку Дубковецький очолював до 1941 року.
Член ВКП(б) з 1926 року.
Під час німецько-радянської війни перебував у евакуації.
У 1944—1960 роках — голова колгоспу «Здобуток Жовтня» міста Тальне Тальнівського району Київської (з 1954 року — Черкаської) області.
Господарство, яке очолював Дубковецький, було високоефективним, успішно розв'язувало соціально-економічні завдання. Під керівництвом Дубковецького колгосп «Здобуток Жовтня» перетворився в одне з передових багатогалузевих господарств, досвід якого був зразком для сільськогосподарських підприємств Української РСР. Колгосп був учасником ВСХВ і ВДНГ СРСР (1939, 1940, 1957, 1959), нагороджений дипломами та преміями. 
18 травня 1951 року за високі врожаї пшениці Федір Дубковецький був удостоєний звання Героя Соціалістичної Праці. 26 лютого 1958 року «за успіхи у розвитку сільського господарства» отримав другу зірку Героя. Наказом Міністерства сільського господарства СРСР у 1958 році Дубковецький був введений до складу науково-технічної ради та обраний членом агрономічної секції Міністерства сільського господарства СРСР.

## Автор книг
- На шляхах до комунізму (літ. обробка В. Минько) — 1949.
- Трудовые будни колхоза «Здобуток Жовтня». — Москва, 1957.
- Рожденные Октябрем. — Москва, 1957.
- Здрастуй завтра! (На шляхах до комунізму). — Київ, 1960.

## Нагороди
- Двічі Герой Соціалістичної Праці (18.05.1951, 26.02.1958)
- два ордени Леніна (23.01.1948, 18.05.1951)
- медалі

## Пам'ять
В радянський час на честь Дубковецького була названа низка вулиць у різних населених пунктах:
- у селі Нехайки Драбівської селищної ради Золотоніського району (перейменована на Дубківську);
- у селі Зарожани існували вулиця та провулок Дубковецького. 10 грудня 2021 року рішенням Недобоївської сільської ради № 420/16/21 їх було перейменовано на честь Каденюка Леоніда[3];
- у селищі Здобуток (у листопаді 2021 року перейменована на Зоряну).

До грудня 2021 року у місті Тальне стояло погруддя Дубковецькому. Коштом міського бюджету його було демонтовано, планується перенесення на могилу Дубковецького.